# Utopians
Pour le film hongkongais, voir Utopians (film).
Utopians est un groupe de rock indépendant, argentin, originaire de Buenos Aires. Formé en 2005 et dissous en 2017, il se composait de Bárbara Recanati (voix et guitare), Mario Romero (basse) et Tomás Molina Lera (batterie),,.
Le style et les influences musicales d'Utopians s'ispirent de groupes des années 1970 tels que Talking Heads, Iggy Pop, Patti Smith, Television.

## Biographie

### Débuts
Après avoir publié deux EP en vente limitée ; en 2007, le groupe sort son premier album studio, intitulé Inhuman, au label Ganja Records, au Chili et No Fun Records aux États-Unis et à l'international. Il est édité en format numérique et physique,. Après la sortie de ce premier album studio, le groupe se produit dans les grandes villes comme Berlin, Londres, Chemnitz, Norwich, Madrid, Barcelone, Bordeaux, Paris, Santiago, Montevideo, et d'autres villes argentines en acoustique et électrique. Il est intégralement chanté en anglais.
En 2010, le groupe sort son deuxième album studio, intitulé Freak, enregistré au Chili, par l'ingénieur-son Pablo Giadach. La premier single s'intitule Come Baby, dont le clip est réalisé par Sebastián de Caro, avec la comédienne Malena Pichot et la journaliste Clemente Cancela. Le deuxième single s'intitule There I Go ; dont les paroles sont inspirées par un amour éphémère que son chanteur a eu lors d'un voyage au Chili. Cette même année, ils se produisent au Hot Festival, et montent en 2011 sur la scène du Cosquín Rock ouvrant pour le groupe britannique The Cult au Quilmes Rock. L'album est, à l'exception de Come Baby et Alá voy, entièrement enregistré en anglais.

### TrastornadosetVándalo

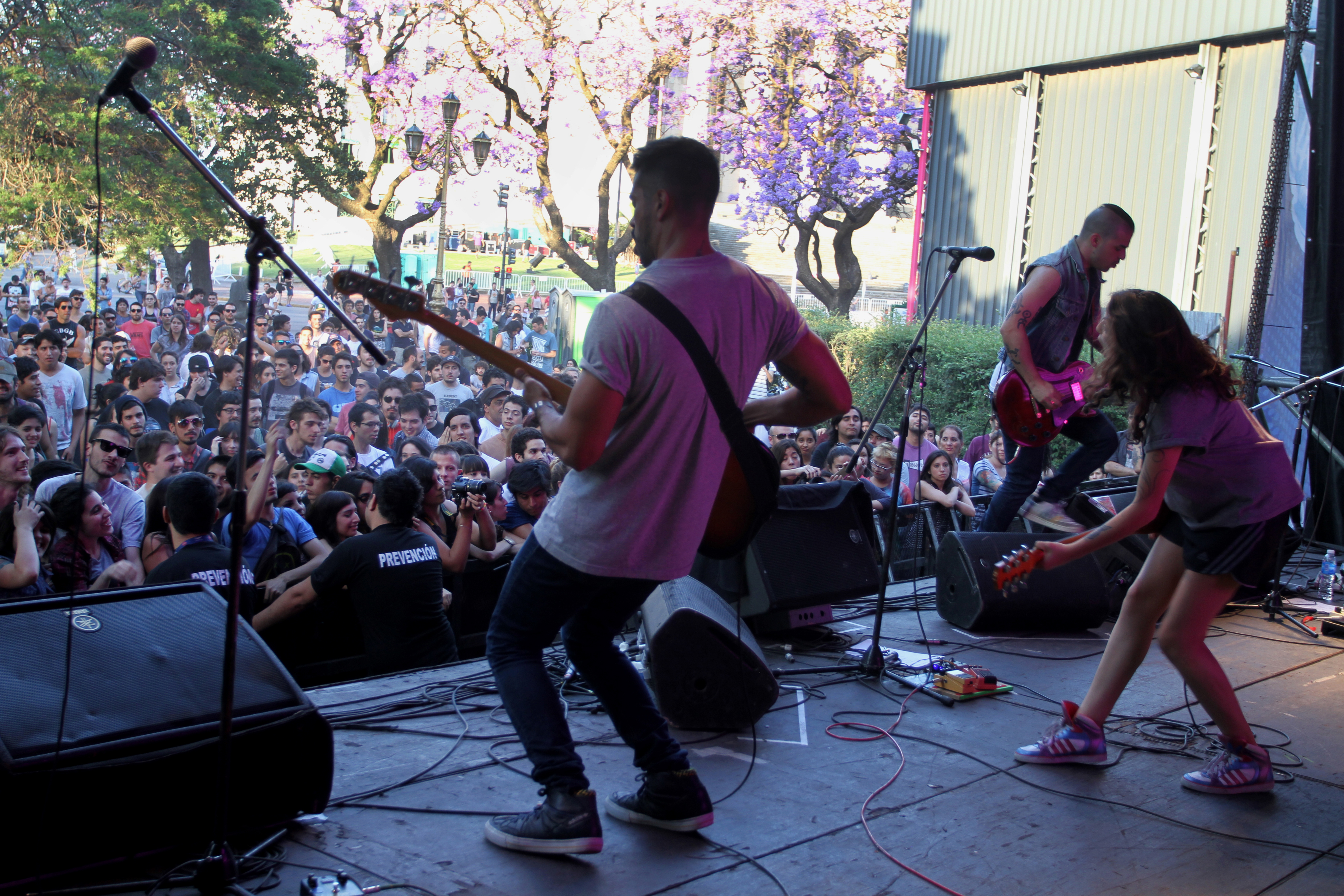
Utopians sur scène (2014).

En 2012, ils enregistrent leur troisième album studio, intitulé Trastornados, en seulement deux mois. Grâce à cet album, le groupe quitte le circuit underground et est nommé dans la catégorie de meilleure production de l'année à l'édition 2013 des Prix Carlos Gardel, et atteint la première place grâce aux clips de Grey, Trastornados, Esas cosas et Estación (les trois derniers étant à nouveau réalisés par Sebastián de Caro). Avec cet album, le groupe commence à apparaître dans les festivals de rock les plus importants du pays tels que le Cosquín Rock, Pepsi Music, Quilmes Rock, Personal Fest, Movistar Free Music, Budweiser on the Road, et le Hot Festival. Ils ont également l'opportunité d'ouvrir pour des groupes comme The Cure à l'Estadio de River Plate, et Guns N' Roses à l'Estadio Ciudad de La Plata,,.
En 2014, ils sortent leur dernier album, Vándalo, qui compte au total onze chansons, et est enregistré entre février et mars par Eduardo Bergallo et Hernán Agrasar, aux studios Sonic Ranch au Texas (Yeah Yeah Yeahs, Enrique Bunbury, Cannibal Corpse...),,. Les premiers singles extraits de l'album incluent Algo mejor, Nada bueno, A veces et Desde lejos,.
À la mi-novembre 2015, le batteur Larry Fus, cofondateur du groupe, quitte le groupe pour des raisons personnelles. Après le départ de Fus ; Tomás Molina Lera (batteur de Les Mentettes) entre dans le groupe.

### Todos nuestros átomos
À la mi-juin 2016, les membres annoncent qu'ils préparaient un nouvel album studio ; intitulé Todos nuestros átomos, qui est officiellement publié le 9 septembre la même année. Cet album est enregistré par Álvaro Villagra, et produit par Jimmy Ripp, guitariste de Television.
Le 26 septembre 2017, le groupe est nommé pour les Premios Grammy Latinos, pour Todos nuestros átomos, dans la catégorie du meilleur album de rock. Par la suite, le groupe crée la polémique, quand deux jours plus tard, leur guitariste et cofondateur, Gustavo Fiocchi, est accusé de harcèlement sexuel sur deux filles mineures, admirateurs du groupe. Le musicien avoue avoir discuté en ligne et posté des messages à fort contenu sexuel ; la chanteuse du groupe, Bárbara Recanati, décidé de le renvoyer définitivement du groupe. 

### Séparation
Le groupe prend la décision de se séparer, à la suite des scandales de harcèlement sexuel associés à leur guitariste Gustavo Fiocchi. L'annonce est faite par le leader du groupe Barbi Recanati.

## Membres

### Derniers membres
- Bárbara « Barbie » Recanati - guitare, chant[23]
- Lula Bertoldi - guitare, chœurs
- Tómas Molina Lera - batterie
- Mario Luis Romero - basse, chœurs

### Anciens membres
- Gustavo Alejandro Fiocchi - guitare, chœurs
- Martín Rodrigo « Larry Fus » Fuscaldo - batterie

## Discographie
- 2005 : Factory I (EP)
- 2006 : Factory II (EP)
- 2007 : Inhuman
- 2010 : Freak
- 2012 : Trastornados
- 2014 : Vándalo
- 2016 : Todos nuestros átomos

## Vidéographie
- Come Baby (en Berlín) (2010)
- Allá voy (2012)
- Trastornados (2012)
- Esas cosas (2012)
- Estación (2012)
- Vándalo (2014)
- Nada bueno (2014)
- A veces (2014)
- Desde lejos (2014)

## Distinctions
- Premios Gardel 2013 : Trastornados, catégorie meilleure production de l'année (nommé)
- Premios Grammy Latinos  : Todos nuestros átomos, catégorie du meilleur album de rock (nommé)[20]